# Парасимпатикова част на ВНС
Парасимпатиковата част на вегетативната нервна система е обратната на симпатиковата – забавя сърдечната дейност, понижава кръвното налягане, свива малките бронхи в белите дробове, т.е понижава дихателната активност, засилва перисталтиката на стомаха и червата, усилва дейността на храносмилателната система, стеснява зениците. Под действие на парасимпатиковите импулси организмът се демобилизира. Така той се успокоява и запазва своята енергия.
Тези два отдела (симпатикус и парасимпатикус) контролират изпразването на пикочния мехур и правото черво и половата функция. Централната симпатикова и парасимпатикова част са под висшия контрол на подхълмието в междинния мозък.